# Gonçalo Pinto
Gonçalo Pinto (19 maart 1993) is een Portugese amateurgolfer.
Pinto leerde golf te spelen in Vilamoura.

## Amateur
In 2011 won Pinto de twee grootste amateurtoernooien van Portugal, in april het Portugees Amateur en in oktober de FPG Cup (2up tegen Tomás Silva.) Met deze dubbele overwinning steeg hij 875 plaatsen op de wereldranglijst.

Pinto mocht vanaf 2010 een paar keer meedoen aan het Portugees Open en het Madeira Island Open. Op Madeira haalde hij in 2011 en 2013 de cut.

### Gewonnen
- 2011: Nationaal Portugees Amateur in Oporto, FPG Cup op Aroeira II
- 2013: Internationaal Portugees Amateur